# 森岡亮太
森岡亮太（1991年4月12日—），日本足球運動員，司職中場，現效力比甲球會沙勒羅瓦，前日本國家足球隊成員。

## 俱樂部生涯
森冈亮太在职业生涯之初于神户胜利船效力，期间跟随球隊降级日乙联赛，2013年8月21日，作为中锋首发的他在与东京绿茵的比赛中完成一进球一助攻。他本赛季帮助神户顺利重返日职联赛。
2016年1月转会至波兰球队弗罗茨瓦夫并披上10号球衣，在一年半的时间内共出场53次，打入15球并送出11个助攻。
2017年夏窗转会期间，森冈亮太被比甲球队华斯兰比华伦签入，他也成为了华斯兰德历史上首位日本球员。虽然刚入队时并没有获得太多关注，但是在赛季开始的前6轮比赛中就取得了4球5助攻的数据（两次梅开二度），于比甲一举成名。
仅过了半个赛季，森冈亮太就为球队贡献了9粒进球和11次助攻（杯赛2球，联赛7球11助攻），出场27次均为首发，22次打满全场。
2018年1月，比甲球队安德列治以250万欧元的价格引进森冈亮太，并且让他再次穿上了10号队服。
比甲联赛第25轮比赛，森冈亮太身穿安德莱赫特10号球衣首次完成了球队首秀，虽然他在比赛中罚丢一粒点球，但是还是给队友创造了一次进球机会，完成了赛季个人第11次助攻。
安德莱赫特官方，森冈亮太租借同联赛（比甲）球队沙勒鲁瓦半年，赛季结束沙勒鲁瓦可150万欧元将其买断。
中场球员森冈亮太加入沙勒罗瓦之后在本轮的比赛中完成了第一次首发，并且在在比赛的78分钟为球队制造了点球，帮助沙勒鲁瓦主场1:1战平奥斯坦德。
日本中场森冈亮太在比甲联赛第26轮，沙勒罗瓦客场2:1击败科特赖克，点球为球队扳平场上比分，这也是他为沙勒罗瓦在比甲联赛中打进的首粒联赛进球。
上个赛季，森冈亮太的表现就非常抢眼，他也在赛季结束后入选了比甲联赛赛季最佳阵容。
日本中场森冈亮太在比甲联赛第26轮，沙勒罗瓦客场2:1击败科特赖克，点球为球队扳平场上比分，这也是他为沙勒罗瓦在比甲联赛中打进的首粒联赛进球。
比甲赛场，沙勒鲁瓦4-0大胜维尔里吉克，森冈亮太在这场比赛中攻入一球，也是个人的赛季第3球。 
比甲揭幕战沙勒罗瓦在客场依靠森冈亮太的全场唯一进球击败卫冕冠军布鲁日。

## 國家隊生涯
日本国家队训练中受伤的前锋小林悠正式退出此次国家队的大名单，神户胜利船中场森冈亮太入选此次国家队大名单。
神户胜利船的中场森冈亮太在上周的国际比赛日中随日本队参加了对阵牙买加和巴西的两场国际比赛。

## 外部連結
- National Football Teams （页面存档备份，存于）
- 90minut.pl网站上森岡亮太的资料（波兰語）
- ヴィッセル神戸による公式プロフィール
- 森岡亮太的X（前Twitter）